# 加格
加格是德国梅克伦堡-前波美拉尼亚州的一个旧市镇。总面积8.71平方公里，总人口398人，其中男性209人，女性189人（2011年12月31日），人口密度46人/平方公里。